# 唐山翔自
唐山 翔自（とうやま しょうじ、2002年9月21日 - ）は、大阪府豊中市出身のプロサッカー選手。Jリーグ・東京ヴェルディ所属。ポジションはフォワード。

## 来歴
2019年に高校2年生ながらガンバ大阪の2種登録され、7月28日、J3第18節のAC長野パルセイロ戦でJリーグ初先発を飾り、初得点を決めた。9月1日のJ3第21節の福島ユナイテッドFC戦でJリーグ史上最年少となるハットトリックを達成した。同年11月、飛び級でトップチームの内定が発表された。
2020年6月28日、J3開幕戦のカマタマーレ讃岐戦でプロデビュー戦で2得点を決めたが、7月3日に2得点目が市丸瑞希の得点へ修正された。7月22日、第7節のサンフレッチェ広島戦でトップチーム初のベンチ入りを果たした。8月12日、若手選手中心で臨んだルヴァンカップ第3節の湘南ベルマーレ戦で初先発でトップチームデビューを果たして2得点を決めた。11月11日、第32節のヴィッセル神戸戦で後半から途中出場し、J1デビューを果たした。11月14日、第27節のベガルタ仙台戦でJ1初先発を果たした。
2021年4月27日、愛媛FCへの育成型期限付き移籍が発表された。11月21日、第40節のSC相模原戦で移籍後初得点を記録。
2022年より、水戸ホーリーホックに期限付き移籍。開幕から出場機会に多くは恵まれていなかったが、シーズン終盤にリーグ戦5得点を記録し、存在感を発揮した。
2023年シーズンも延長となったが、2023年7月30日、期限付き移籍を終了し、ガンバ大阪に復帰が発表された。
2024年シーズン途中の7月9日、育成型期限付き移籍でロアッソ熊本への加入が発表された。
2025年より育成型期限付き移籍期間を終了し、ガンバ大阪に復帰。3月20日、ルヴァンカップ1stラウンド1回戦のアウェイ高知ユナイテッドSC戦で前半に山下諒也の負傷交代で途中出場し、41分に味方のシュートのこぼれ球を押し込んで復帰後初得点を決めた。トップチームでの得点は5年ぶりとなった。
2025年8月12日、東京ヴェルディへ期限付き移籍。

## 所属クラブ
- ガンバ大阪ジュニア、RESC
- ガンバ大阪ジュニアユース
- ガンバ大阪ユース
  - 2019年 ガンバ大阪（2種登録選手）
- 2020年 -  ガンバ大阪
  - 2021年4月 - 同年12月  愛媛FC (育成型期限付き移籍)
  - 2022年 - 2023年7月  水戸ホーリーホック (期限付き移籍)
  - 2024年7月 - 同年12月  ロアッソ熊本 (育成型期限付き移籍)
  - 2025年8月 -  東京ヴェルディ (期限付き移籍)

## 個人成績
| 国内大会個人成績 | 国内大会個人成績 | 国内大会個人成績 | 国内大会個人成績 | 国内大会個人成績 | 国内大会個人成績 | 国内大会個人成績 | 国内大会個人成績 | 国内大会個人成績 | 国内大会個人成績 | 国内大会個人成績 | 国内大会個人成績 |
| 年度             | クラブ           | 背番号           | リーグ           | リーグ戦         | リーグ戦         | リーグ杯         | リーグ杯         | オープン杯       | オープン杯       | 期間通算         | 期間通算         |
| 年度             | クラブ           | 背番号           | リーグ           | 出場             | 得点             | 出場             | 得点             | 出場             | 得点             | 出場             | 得点             |
| 日本             | 日本             | 日本             | 日本             | リーグ戦         | リーグ戦         | リーグ杯         | リーグ杯         | 天皇杯           | 天皇杯           | 期間通算         | 期間通算         |
| ---------------- | ---------------- | ---------------- | ---------------- | ---------------- | ---------------- | ---------------- | ---------------- | ---------------- | ---------------- | ---------------- | ---------------- |
| 2020             | G大阪            | 38               | J1               | 7                | 0                | 1                | 2                | -                | -                | 8                | 2                |
| 2021             | G大阪            | 38               | J1               | 0                | 0                | -                | -                | -                | -                | 0                | 0                |
| 2021             | 愛媛             | 38               | J2               | 19               | 1                | -                | -                | 1                | 0                | 20               | 1                |
| 2022             | 水戸             | 38               | J2               | 16               | 5                | -                | -                | 1                | 0                | 17               | 5                |
| 2023             | 水戸             | 38               | J2               | 16               | 1                | -                | -                | 2                | 1                | 18               | 2                |
| 2023             | G大阪            | 40               | J1               | 3                | 0                | 0                | 0                | -                | -                | 3                | 0                |
| 2024             | G大阪            | 40               | J1               | 9                | 0                | 1                | 0                | 0                | 0                | 10               | 0                |
| 2024             | 熊本             | 48               | J2               | 13               | 3                | -                | -                | -                | -                | 13               | 3                |
| 2025             | G大阪            | 40               | J1               | 5                | 0                | 1                | 1                | 0                | 0                | 6                | 1                |
| 2025             | 東京V            | 38               | J1               |                  |                  | -                | -                | -                | -                |                  |                  |
| 通算             | 日本             | 日本             | J1               | 24               | 0                | 3                | 3                | 0                | 0                | 27               | 3                |
| 通算             | 日本             | 日本             | J2               | 64               | 10               | -                | -                | 4                | 1                | 68               | 11               |
| 総通算           | 総通算           | 総通算           | 総通算           | 88               | 10               | 3                | 3                | 4                | 1                | 95               | 14               |

| 2019   | G大23  | 38     | J3     | 10 | 8  | 10 | 8  |
| 2020   | G大23  | 38     | J3     | 23 | 10 | 23 | 10 |
| 通算   | 日本   | 日本   | J3     | 33 | 18 | 33 | 18 |
| 総通算 | 総通算 | 総通算 | 総通算 | 33 | 18 | 33 | 18 |

| 国際大会個人成績 | 国際大会個人成績 | 国際大会個人成績 | 国際大会個人成績 | 国際大会個人成績 |
| 年度             | クラブ           | 背番号           | 出場             | 得点             |
| AFC              | AFC              | AFC              | ACL              | ACL              |
| ---------------- | ---------------- | ---------------- | ---------------- | ---------------- |
| 2021             | G大阪            | 38               | -                | -                |
| 通算             | AFC              | AFC              | -                | -                |

- 2019年は2種登録選手

出場歴
- Jリーグ初出場・初得点 - 2019年7月28日 J3第18節 vsAC長野パルセイロ（パナソニックスタジアム吹田）
- Jリーグ初ハットトリック - 2019年9月1日 J3第21節 vs福島ユナイテッドFC（パナソニックスタジアム吹田）

## タイトル

### クラブ
ガンバ大阪ジュニアユース
- 関西サッカーリーグ（U-15）サンライズリーグ：1回（2016年）

### 代表
U-16日本代表
- AFC U-16選手権：1回（2018年）

## 代表歴
- U-15日本代表
  - バル・ド・マルヌU-16国際親善トーナメント（2017年）
- U-16日本代表
  - CFA International Youth Football Tournament Jiangyin（2018年）
  - WAFF U16ボーイズチャンピオンシップ（2018年）
  - AFC U-16選手権（2018年）
- U-17日本代表
  - スポーツ・フォー・トゥモロー(SFT)プログラム 南米・日本U-17サッカー交流（2019年）
  - FIFA U-17ワールドカップ（2019年）
- U-19日本代表
  - 千葉キャンプ（2020年）